# La Falaise
La Falaise är en kommun i departementet Yvelines i regionen Île-de-France i norra Frankrike. Kommunen ligger i kantonen Guerville som tillhör arrondissementet Mantes-la-Jolie. År 2022 hade La Falaise 616 invånare.

## Befolkningsutveckling
Antalet invånare i kommunen La Falaise
| Referens: INSEE |